# Wilhelm Schussen

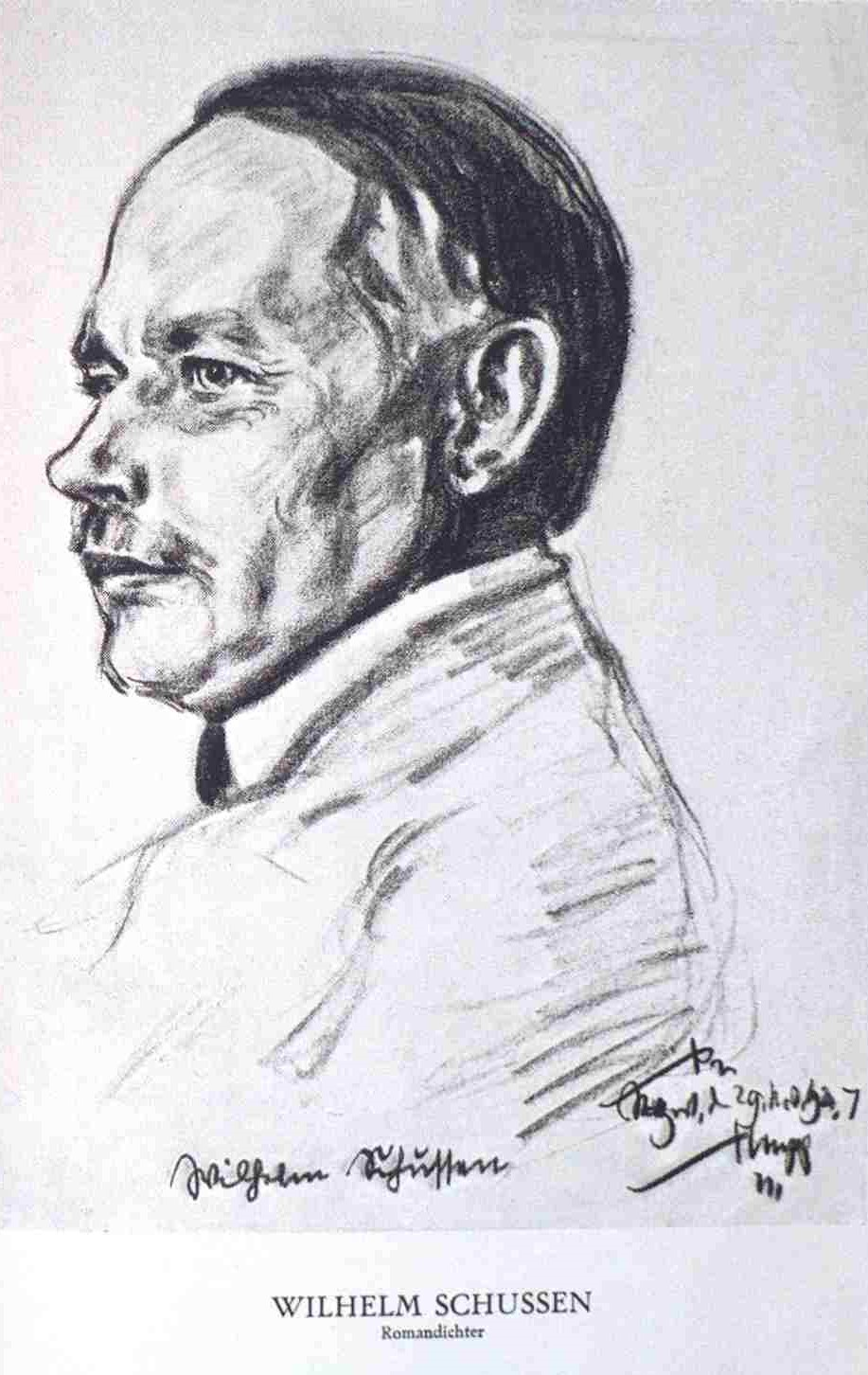
Emil Stumpp: Wilhelm Schussen (1926)

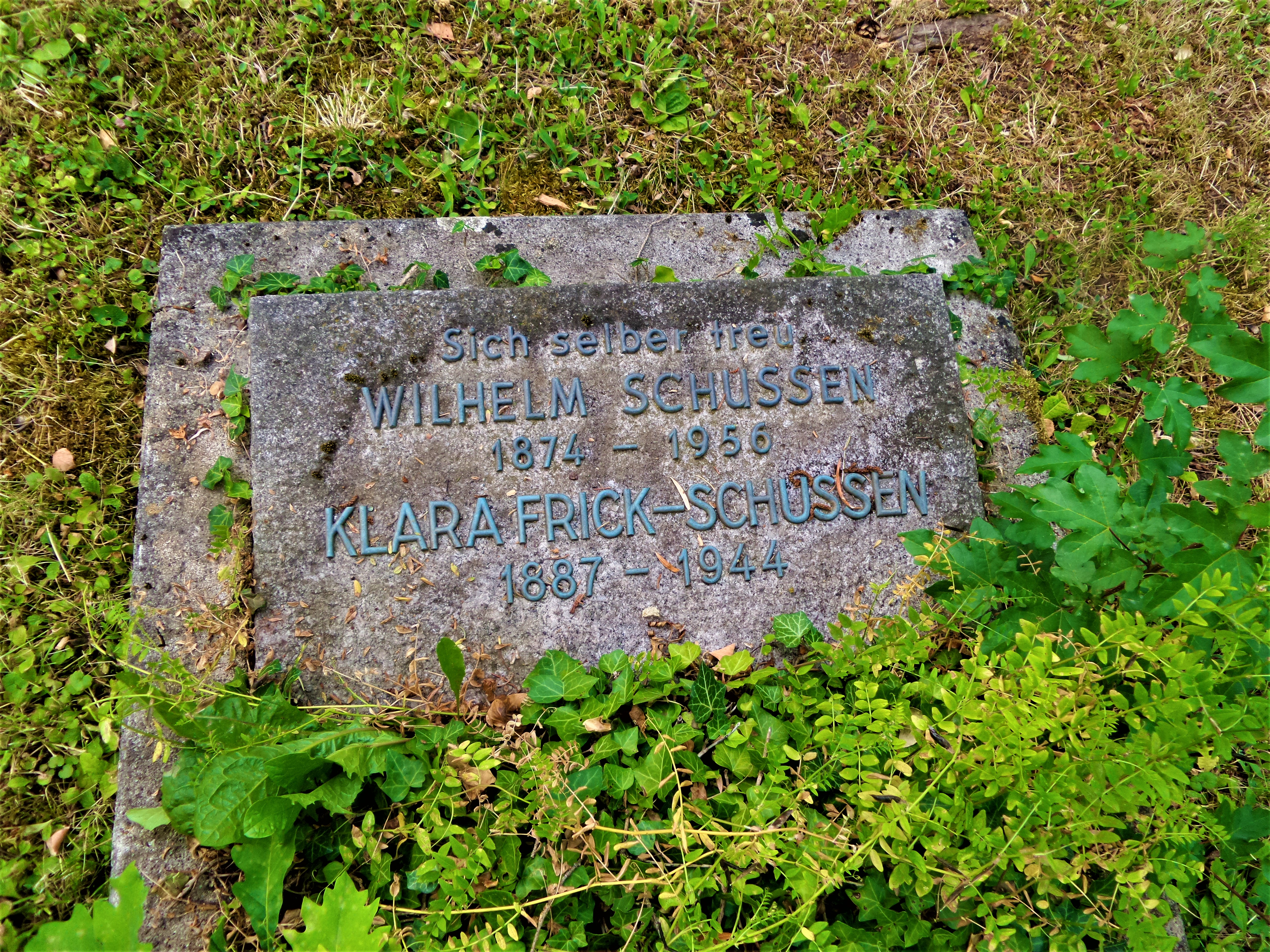
Grab auf dem Stadtfriedhof Tübingen

Wilhelm Schussen, eigentlich Wilhelm Frick, (* 11. August 1874 in Kleinwinnaden; † 5. April 1956 in Tübingen) war ein deutscher Schriftsteller.

## Leben
Die Eltern von Wilhelm Schussen betrieben in seinem Geburtsort eine kleine Gast- und Landwirtschaft. Statt diese Kleinbetriebe zu übernehmen, ging Schussen ans Lehrerseminar nach Saulgau und Ochsenhausen und wurde Realschullehrer. Nach Stationen als Lehrer in Cannstatt bei Stuttgart und Schwäbisch Gmünd wurde er aber bereits 1912 krankheitsbedingt in den Ruhestand versetzt. Danach arbeitete er als Verlagslektor in München und schließlich als freier Schriftsteller.
1907 erschien sein erstes Buch, der Schelmenroman „Vinzenz Faulhaber“. Sein Pseudonym Wilhelm Schussen wählte er nach dem Namen des Flusses Schussen, der in der Nähe seines Geburtsorts entspringt. In schneller Folge veröffentlichte Schussen weitere Romane, Essaybände, autobiografische Schriften sowie Gedichte. Er gehörte zu Lebzeiten mit mehr als 30 Publikationen zu den produktivsten, meistgelesenen und populärsten schwäbischen Schriftstellern.
Seinen Zeitgenossen galt er als bedeutender Humorist und Autor von Rang, dessen Werke „neben den besten deutschen Erzählungen“ bestehen können. Hermann Hesse, mit dem Schussen befreundet war, lobte an seinen Büchern den „echt schwäbischen Eigenbrötler“ und die „wunderliche“ Mischung aus „schwäbischer Wirklichkeit“ und „schwäbischer Romantik“.
Nach der Machtergreifung der Nationalsozialisten gehörte er im Oktober 1933 zu den 88 deutschen Schriftstellern, die das Gelöbnis treuester Gefolgschaft für Adolf Hitler unterzeichneten. Er gehörte von Anfang an zu einer 1938 von dem württembergischen Reichsstatthalter Wilhelm Murr unter der Bezeichnung Schwäbischer Dichterkreis gegründeten Gruppe schwäbischer Schriftsteller, was verdeutlicht, dass Wilhelm Schussen von Seiten des NS-Machtapparats als systemkonform betrachtet wurde. Anlässlich seines 60. Geburtstags erhielt er 1934 vom Reichsministerium für Volksaufklärung und Propaganda 10.000 und von der Gauleitung Württemberg 3000 Reichsmark als Anerkennung für sein Gesamtwerk. Einen Beitrag zum Führerkult um Hitler leistete er insbesondere mit seinem Huldigungsgedicht „So hoch steht der Führer“, das 1940 – überregional – in Westermanns Monatsheften veröffentlicht wurde. Hermann Hesse machte seinem langjährigen Freund in einem an diesen gerichteten Brief vom 1. März 1946 wegen seiner Von-nichts-gewusst-Haltung schwere Vorwürfe. Nach Jahren in Stuttgart und Ravensburg zog er 1937 nach Tübingen, wo er auch starb. Sein Grab auf dem dortigen Stadtfriedhof liegt unmittelbar neben dem Hölderlins.
Zahlreiche Straßen (Bad Schussenried, Herbertingen, Lichtenstein, Tübingen, Wangen im Allgäu) und eine Schule (Kehlen) tragen heute Schussens Namen und zeugen von seinem einstigen Bekanntheitsgrad in Oberschwaben. Sein Nachlass befindet sich im Deutschen Literaturarchiv Marbach.

## Werke (Auswahl)

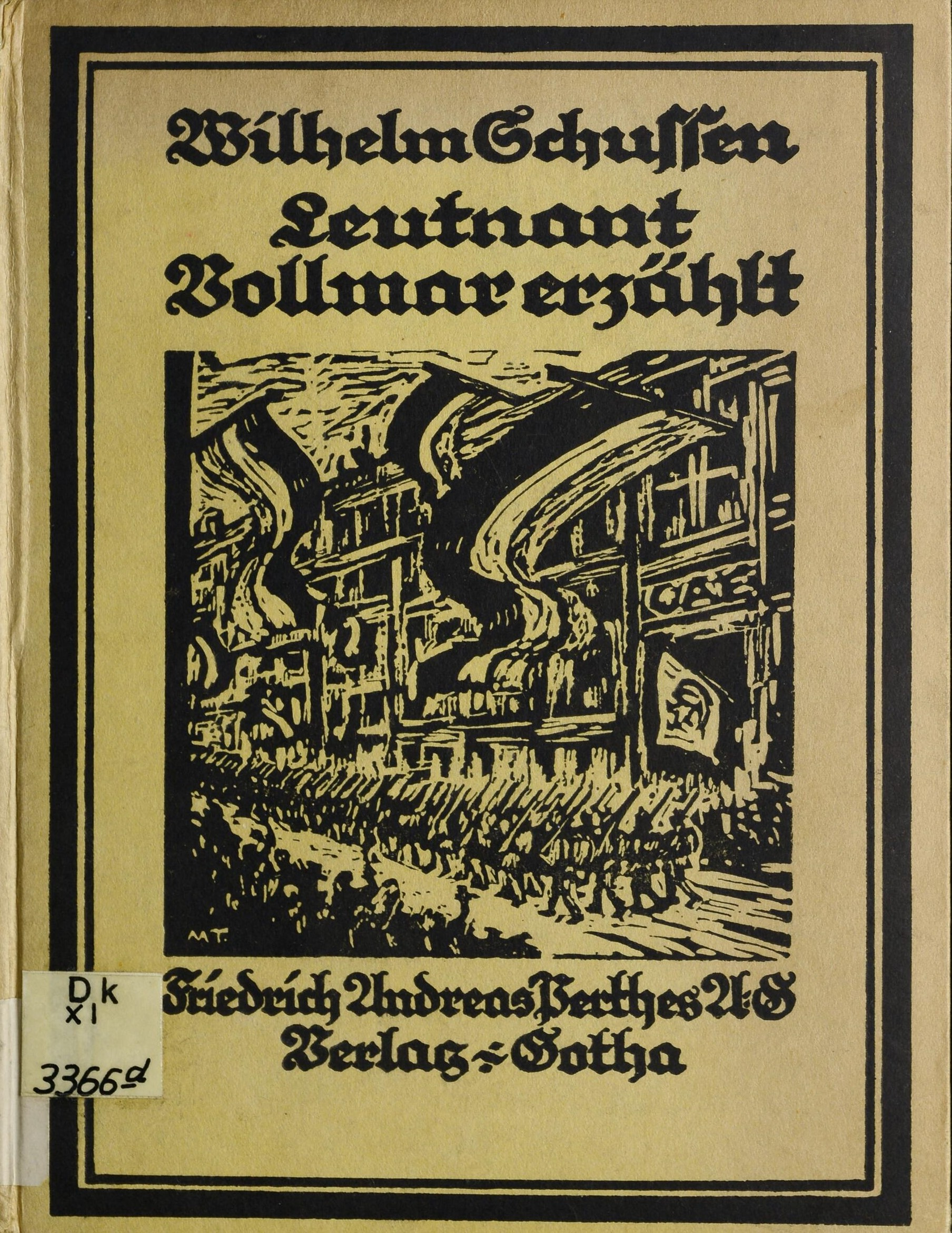
Leutnant Vollmar erzählt (1917) Buchgestaltung Max Thalmann

### Prosa und Lyrik
- Vinzenz Faulhaber. Ein Schelmenroman, Stuttgart 1907
- Meine Steinauer, Roman, Stuttgart 1908
- Johann Jakob Schäufeles philosophische Kuckuckseier, Essays, Stuttgart 1909
- Gildegarn, Roman, Heilbronn 1911
- Heimwärts, Gedichte, Stuttgart 1913
- Im großen Jahr, Erzählungen, Konstanz 1915
- Leutnant Vollmar erzählt, Erzählungen, Gotha 1917
- Der verliebte Emerit, Erzählung, Stuttgart 1917
- Höschele der Finkler und andere heitere Erzählungen, Stuttgart 1918
- Der rote Berg, Roman, Stuttgart 1918
- Freund Huchler schreibt, Essays, Heilbronn 1920
- Das war mein Gang, Gedichte, Stuttgart 1921
- Der Roman von Dr. Firlefanz, Roman, Breslau 1922
- Die schöne Witwe. Novellen. Stuttgart 1922 Internet Archive
- Ein guter Stolperer, Roman, München 1923
- Der abgebaute Osiander, Roman, München 1925
- Das Wilhelm-Schussen-Buch, Erzählungen und Gedichte, Stuttgart 1934
- Die Geschichte des Apothekers Johannes, Roman, Freiburg im Breisgau 1935
- Aufruhr um Rika, Roman, Berlin 1938
- Tübinger Sinfonie, Essays, Reutlingen 1949
- Anekdote meines Lebens, Ravensburg, 1953

### Dramatik und Hörspiel
- Die Liebe und das liebe Geld, Komödie
- Ohne Arbeit geht es nicht , Komödie
- Auf in die Stadt der Abderiten, Hörspiel